# Talgklier

1 = Haar
2 = Opperhuid
3 = Talg
4 = Talgklier
5 = Haarzakje

De talgklieren, smeerklieren of glandulae sebiparae zijn in de huid van zoogdieren gelegen holocriene klieren. Deze klieren produceren talg.

## Ligging en opbouw
Talgklieren liggen in de dermis (lederhuid), verspreid over het hele lichaam behalve op de voetzolen en aan de binnenkant van de handen. De meeste en actieve talgklieren komen voor op het hoofd: op de boven-, zij- en achterkant en nek en in de T-zone van het gezicht (voorhoofd, neus en kin).
Bij ieder haartje en haarwortel op de huid bevinden zich een tot vijf talgklieren. De talg die door het kliertje wordt gemaakt wordt afgezet in de porie waar de haar door naar buiten groeit. Via deze porie komt het op huid en haar terecht.
Op de niet behaarde huid zijn de talgklieren niet verbonden met een haarzakje, maar geven ze hun product direct naar buiten af. Dit komt voor op de oogleden, de tepelhof (bij zowel vrouw als man), op de binnenste schaamlippen en op het binnenblad van de voorhuid. Ook in het lippenrood kunnen deze klieren voorkomen, en zichtbaar zijn als plekjes van Fordyce.
Aan de rand van de oogleden komt een bijzonder soort talgklier voor, de klieren van Meibom, die ervoor zorgen dat het oogvocht minder snel verdampt.

## Werking en functie
De wanden van talgklieren bevatten een kiemlaag welke steeds nieuwe cellen aan de binnenkant van de klier aanmaakt. Deze cellen maken inwendig talg aan. Op een zeker moment barst de cel en stroomt de talg naar buiten, ook de resten van de cel worden onderdeel van het talg. Het talg wordt samen met het zweet over huid en haar verdeeld.

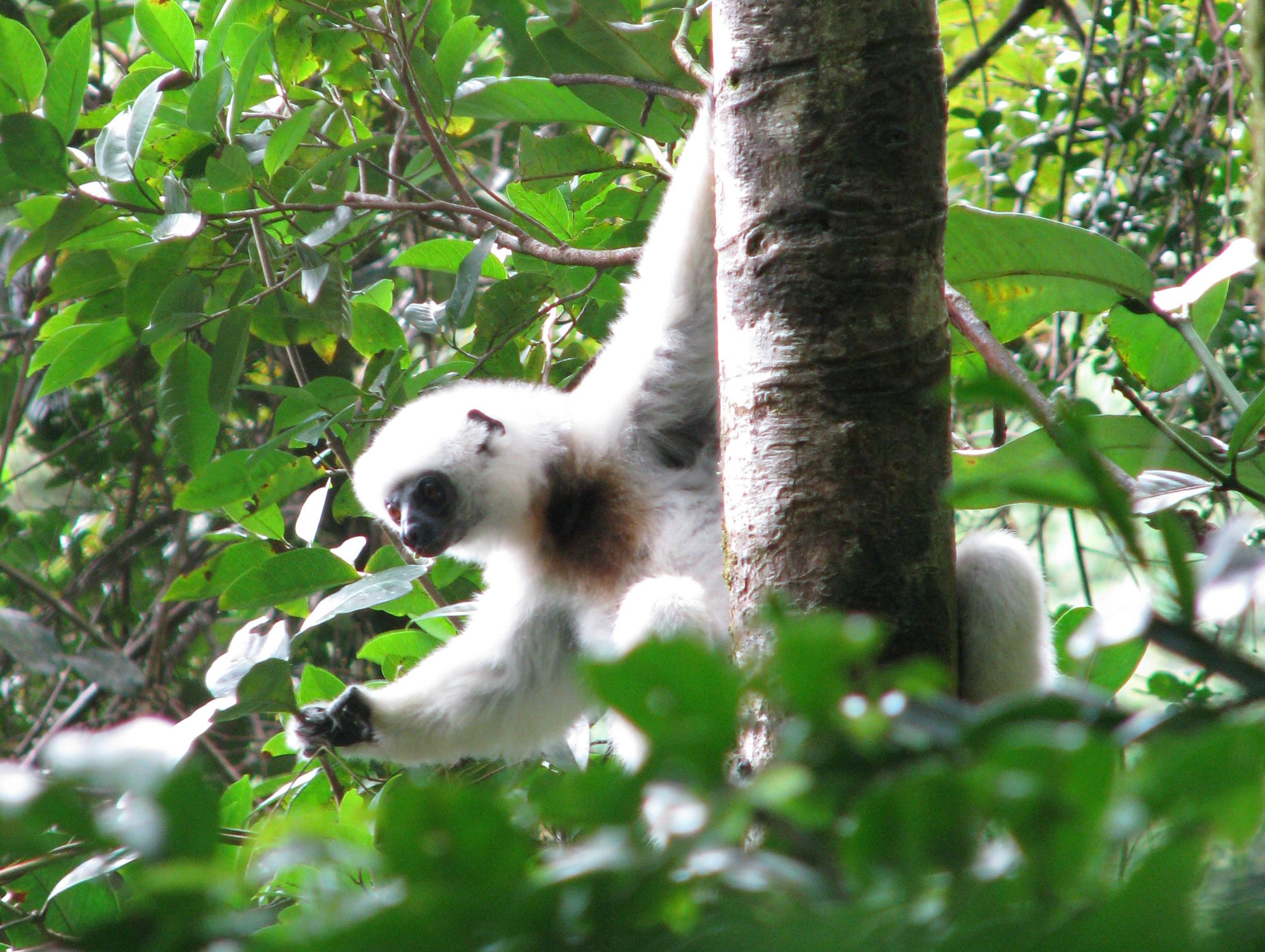
In het paarseizoen zijn mannelijke zijdesifaka's te herkennen aan de donkerrode talgvlek op de borst.

Talg houdt het haar en de opperhuid vettig. Dit beschermt de huid tegen uitdroging en maakt de huid beter waterafstotend. Daarnaast verhoogt het de weerstand tegen ziekteverwekkers, schimmels en irriterende stoffen. Bij knaagdieren, lemuren en veel andere dieren fungeert de talgklier als een geurklier, die ze gebruiken om een territorium af te bakenen of om andere informatie over te brengen.
De productie van talg hangt van verschillende factoren af:
- Erfelijke factoren
- Hormoonhuishouding
- Geslacht
- Leeftijd
- Voeding

Talgklieren worden geremd en verschrompelen onder invloed van vitamine-A zuur achtige medicijnen, zoals isotretinoïne.
Bij de geboorte zijn talgklieren al actief, maar in de maanden na de geboorte worden ze wat minder actief en dat blijft zo bij kinderen tot aan de puberteit. In de puberteit worden de talgklieren groter en actiever onder invloed van de toegenomen hormoonproductie (androgenen). Daardoor is de huid juist in die periode extra gevoelig voor het ontstaan van acne. De talgproductie blijft relatief hoog tijdens de geslachtsrijpe periode. Daarna neemt de talgproductie af, bij mannen heel geleidelijk en bij vrouwen vrij abrupt bij de overgang waardoor relatief veel oudere vrouwen last van een droge huid hebben.

## Naamgeving
De Latijnse naam voor de talgklieren, de glandulae sebiparae is samengesteld uit sebum ('talg') en het werkwoord parare ('bereiden'). Het bijvoeglijk naamwoord sebiparae betekent dan ook talgbereidend. De Latijnse naam van de talklieren in de recentste officiële nomenclatuur (Terminologia Anatomica) luidt echter glandulae sebaceae. Het bijvoeglijk naamwoord sebaceae in glandulae sebaceae betekent letterlijk uit talg bestaand/gemaakt in plaats van het bedoelde woord talgbereidend. Een begrip als glandulae sebaceae laat zich dan ook vertalen als uit talg gemaakte klieren in plaats van het bedoelde begrip talgbereidende klieren.
darmwandklier · lever · maagwandklier · melkklier · ovaria · pancreas · speekselklieren · talgklier · traanklier · testes · zweetklier